# Hymedesmia hallmanni
Hymedesmia hallmanni är en svampdjursart som beskrevs av Topsent 1928. Hymedesmia hallmanni ingår i släktet Hymedesmia och familjen Hymedesmiidae. Inga underarter finns listade i Catalogue of Life.